# 大江戸温泉物語 日光霧降
大江戸温泉物語 日光霧降（おおえどおんせんものがたり にっこうきりふり）とは栃木県日光市所野にある温泉旅館である。2007年4月28日開業。開業当初は“大江戸温泉物語 湯屋日光霧降”という名称であった（変更時期等不明）。

## 概要
かつてのメルモンテ日光霧降（1996年竣工、2007年3月31日営業終了）の建物を大江戸温泉物語株式会社が営業している。

## 建物について
プリツカー賞を受賞したポストモダンの著名外国人建築家であるロバート・ヴェンチューリによる設計のため、特異なインテリア及びエクステリアデザインが施してある。また内部には、マルセル・ブロイヤーのワシリーチェアやミース・ファン・デル・ローエによるブルーノチェアなどが配してあり、従来の温泉宿とは一線を画す空間となっている。